# Kévin Sireau
 Kévin Sireau  (* 18. April 1987 in Châteauroux) ist ein ehemaliger französischer Bahnradsportler und dreifacher Weltmeister im Teamsprint.

## Sportliche Laufbahn
2005 wurde Kévin Sireau bei den UCI-Bahn-Weltmeisterschaften der Junioren in Wien dreimal Vize-Weltmeister in Kurzzeitdisziplinen; 2017 wurde er zudem gemeinsam mit Alexandre Volant und Michaël D’Almeida Junioren-Europameister im Teamsprint
Bei den Olympischen Spielen 2008 in Peking errang Sireau (mit Grégory Baugé und Arnaud Tournant) die Silbermedaille im Teamsprint. Im selben Jahr wurde er zusammen mit diesen beiden Fahrern  in Manchester Weltmeister. Diesen Erfolg konnte die französische Mannschaft (mit Mickaël Bourgain anstelle von Tournant) im Jahr darauf bei der Bahn-WM in Pruszków wiederholen. Beim Sprint-Europacup 2009 in Moskau verbesserte Sireau den 200 Meter-Weltrekord (fliegend) auf der Olympia-Bahn von 1980 innerhalb von zwei Tagen gleich zweimal, zunächst auf 9,650 und dann auf 9,572 Sekunden. Bei den UEC-Bahn-Europameisterschaften 2011 wurde er Europameister im Sprint. In der Saison 2010/2011 entschied er die Gesamtwertung im Sprint des Bahnrad-Weltcups für sich.
Bei den UCI-Bahn-Weltmeisterschaften 2011 in Apeldoorn wurde Sireau Weltmeister im Teamsprint, gemeinsam mit Baugé und Michaël D’Almeida. Im Januar 2012 gab der Weltradsportverband Union Cycliste Internationale (UCI) bekannt, dass Sireau sein Weltmeistertitel im Teamsprint von 2011 aberkannt werde, weil sein Teamkollege Baugé mehrfach gegen die Melde-Auflagen der Welt-Dopingagentur WADA verstoßen habe.
2012 errang Kévin Sireau bei den Olympischen Spielen 2012 in London im Teamsprint gemeinsam mit Baugé und D’Almeida seine zweite Olympia-Silbermedaille im Teamsprint. 2015 wurde er zum dritten Mal Weltmeister im Teamsprint (mit Baugé und D’Almeida). Für die Olympischen Spiele in Rio de Janeiro wurde Sireau nur als Ersatzfahrer nominiert. Er startete noch bei den UEC-Bahn-Europameisterschaften 2016 im heimischen Saint-Quentin-en-Yvelines. Er erklärte, dass dies sein letztes Rennen sei, anschließend werde er eine Ausbildung als Trainer absolvieren. Gemeinsam mit Quentin Lafargue und Sébastien Vigier wurde er Vierter im Teamsprint.

## Erfolge
2005
- – Sprint, 1000-Meter-Zeitfahren, Teamsprint  (mit Alexandre Volant und Michaël D’Almeida)
- Junioren-Europameister – Teamsprint (mit Alexandre Volant und Michaël D’Almeida)
- – Sprint
- Französischer Junioren-Meister – Sprint, 1000-Meter-Zeitfahren, Teamsprint (mit Mathieu Mandard und Alexis Jarry)

2006
- Französischer Meister – Sprint, Keirin

2007
- Europameister (U23) – Keirin
- Europameisterschaften (U23) – Sprint

2008

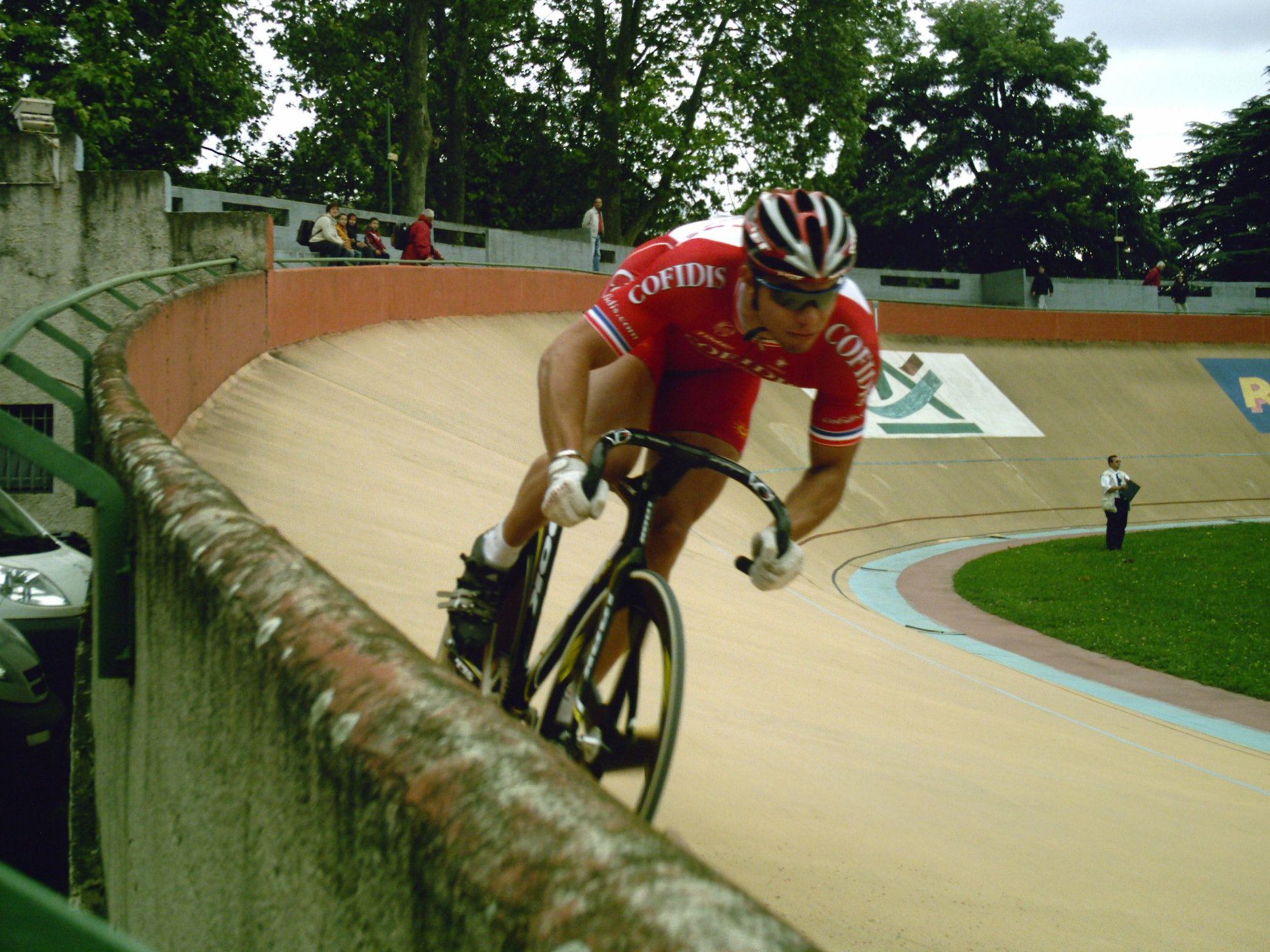
Sireau auf der Radrennbahn von Lyon

- Olympische Spiele – (mit Grégory Baugé und Arnaud Tournant)
- Weltmeister – Teamsprint (mit Grégory Baugé und Arnaud Tournant)
- Weltmeisterschaft – Sprint
- Bahnrad-Weltcup in Los Angeles – Teamsprint (mit Didier Henriette und Arnaud Tournant)
- Bahnrad-Weltcup in Cali – Sprint
- Europameisterschaft (U23) – Sprint
- Französischer Meister – Sprint, Keirin

2009
- Weltmeister – Teamsprint (mit Grégory Baugé und Mickaël Bourgain)
- Weltmeisterschaft – Sprint
- Bahnrad-Weltcup in Peking – Teamsprint (mit Mickaël Bourgain und François Pervis)

2010
- Weltmeisterschaft – Teamsprint (mit Grégory Baugé und Michaël D’Almeida)
- Weltmeisterschaft – Sprint
- Europameisterschaft – Sprint, Teamsprint (mit François Pervis und Michaël D’Almeida)
- Bahnrad-Weltcup in Cali – Sprint, Teamsprint (mit Grégory Baugé und Michaël D’Almeida)

2011
- Weltmeister – Teamsprint (mit Grégory Baugé und Michaël D’Almeida)[4]
- Bahnrad-Weltcup in Peking – Sprint, Teamsprint (mit François Pervis und Michaël D’Almeida)
- Bahnrad-Weltcup in Manchester – Sprint, Teamsprint (mit Grégory Baugé und Michaël D’Almeida)
- Europameister – Sprint
- Europameisterschaft – Teamsprint (mit François Pervis und Mickaël Bourgain)

2012
- Olympische Spiele – Teamsprint (mit Grégory Baugé und Michaël D’Almeida)
- Weltmeisterschaft – Teamsprint (mit Grégory Baugé und Michaël D’Almeida)

2014
- Weltmeisterschaft – Teamsprint (mit Grégory Baugé und Michaël D’Almeida)
- Europameisterschaft – Teamsprint (mit Grégory Baugé und Michaël D’Almeida)

2015
- Weltmeister – Teamsprint (mit Grégory Baugé und Michaël D’Almeida)

## Teams
- 2007–2009 Équipe Cofidis